# Lithopédion (album)
Pour les articles homonymes, voir Lithopédion.
Albums de Damso
Ipséité
(2017) QALF
(2020)
Singles
1. Ipséité
Sortie : 28 avril 2018
2. Smog
Sortie : 13 juin 2018
3. Julien
Sortie : 15 juin 2018
4. Humain
Sortie : 29 juin 2018
5. Feu de bois
Sortie : 27 juillet 2018

Lithopédion est le troisième album studio du rappeur belge Damso sorti le 15 juin 2018 sous les labels 92i, Capitol et Universal.

## Composition
Damso explique au journal Libération avoir choisi ce titre pour son album car « Lithopédion, c’est un mort dans un corps en vie, un fœtus qui atteint la maturité mais qui est mort, qui s’est calcifié avec le temps dans le corps d’une mère et qui n’a jamais été extrait. Pour pouvoir l’extraire, il faut mourir. J’aime cette métaphore parce qu’est actuel pour moi : je me sens mort dans un corps en vie. J’ai l’impression de ne plus vivre les choses comme tout le monde. Je m’endurcis au fond de moi comme un lithopédion ».
L'album ne comprend qu'une seule collaboration, avec Angèle, sur le titre Silence.

## Promotion
En février 2018, Damso annonce via les réseaux sociaux le nom de son nouvel album, Lithopédion, ainsi que sa date de sortie, pour le 15 juin 2018. Le 28 avril 2018, soit exactement un an après la sortie de son précédent album Ipséité, Damso publie par surprise un nouveau morceau éponyme, qui sera présent en bonus track sur la version digitale de Lithopédion. Le 1er juin 2018, l'artiste belge dévoile la liste des 17 titres que comportera l'album ainsi que la pochette de celui-ci[source insuffisante], il révèle dans le même temps sur YouTube un documentaire intitulé Au cœur du Lithopédion qui donne la parole aux différents beatmakers et invités ayant participé à la production de cet album, ces témoignages dévoilent les différentes étapes de construction du disque mais dépeignent aussi le portrait de l'artiste. Deux jours avant la sortie de Lithopédion, le single Smog est dévoilé, accompagné d'un clip, qui sera le seul de tout l'album. Ce dernier fuite sur Internet ainsi que dans certains magasins peu avant sa sortie.

## Liste des pistes
| 1.    | Introduction           | David Mems, ERTUG    | 1:50 |
| 2.    | Festival de rêves      | Benjay               | 3:25 |
| 3.    | Baltringue             | Ikaz Boi             | 4:48 |
| 4.    | Julien                 | Joa, Nk.F            | 3:22 |
| 5.    | Silence (feat. Angèle) | Angèle               | 2:07 |
| 6.    | Feu de bois            | DoubleX              | 3:03 |
| 7.    | Même issue             | DSK                  | 3:16 |
| 8.    | Smog                   | Pyroman              | 2:48 |
| 9.    | 60 années              | Benjay               | 2:58 |
| 10.   | Aux paradis            | Prinzly              | 2:49 |
| 11.   | Dix leurres            | Junior Alaprod       | 3:25 |
| 12.   | NMI                    | Twinsmatic           | 2:37 |
| 13.   | Perplexe               | Ponko                | 3:40 |
| 14.   | Tard la night          | Nico Bellagio        | 2:36 |
| 15.   | Noir meilleur          | Arc-Beats, Trent 700 | 3:24 |
| 16.   | William                | DJ Ken               | 1:35 |
| 47:43 |                        |                      |      |

| Bonus Tracks | Bonus Tracks | Bonus Tracks      | Bonus Tracks | Bonus Tracks | Bonus Tracks | Bonus Tracks | Bonus Tracks | Bonus Tracks | Bonus Tracks |
| No           | Titre        | Compositeur(s)    | Durée        |              |              |              |              |              |              |
| ------------ | ------------ | ----------------- | ------------ | ------------ | ------------ | ------------ | ------------ | ------------ | ------------ |
| 17.          | Ipséité      | Chapo, Heizenberg | 3:28         |              |              |              |              |              |              |
| 18.          | Humains      | WOLFGVNG          | 3:54         |              |              |              |              |              |              |
| 7:22         |              |                   |              |              |              |              |              |              |              |